# Paul Rogers (cestista)
Paul Andrew Rogers (Adelaide, 29 settembre 1973) è un ex cestista australiano con cittadinanza britannica.

## Carriera
È stato selezionato dai Los Angeles Lakers al secondo giro del Draft NBA 1997 (53ª scelta assoluta).
Con l'Australia ha disputato due edizioni dei Giochi olimpici (Sydney 2000, Atene 2004) e i Campionati mondiali del 1998.